# Lasserre-Pradère
Lasserre-Pradère (em occitano:  La Sèrra e Pradèra) é uma comuna francesa na região administrativa da Occitânia, no departamento do Alto Garona. Estende-se por uma área de 14.40 km², com 1.522 habitantes, segundo o censo de 2018, com uma densidade de 110 hab/km². Foi fundada em 1 de janeiro de 2018, após a fusão das antigas comunas de Lasserre e Pradère-les-Bourguets.